# Knack (videojuego)
Knack (ナ ッ ク Nakku) es un videojuego perteneciente al género de plataformas, del año 2013, desarrollado por la empresa SIE Japan Studio y publicado por Sony Computer Entertainment en colaboración con el director de juego de Mark Cerny para la consola de juegos de vídeo PlayStation 4, por lo que es un título de lanzamiento. Fue anunciado oficialmente por Cerny el 20 de febrero de 2013 durante la Reunión PlayStation 2013 en la ciudad de Nueva York. El juego fue lanzado el 15 de noviembre de 2013 en América del Norte, 29 de noviembre de 2013 en Europa, y el 22 de febrero de 2014 en Japón. El juego viene con la consola PlayStation 4 en Japón. Tras la liberación, Knack fue recibida con una respuesta crítica mixta; revisores elogiaron el concepto y las ideas originales del juego, pero criticaron el modo de juego, el combate y la historia. 

## Jugabilidad
Knack es un videojuego beat 'em up en el que el control del reproductor del personaje del título, Knack. El director del juego Mark Cerny describe el juego como "un poco como Crash Bandicoot, y un poco como Katamari Damacy", con "un toque de God of War allí". Los jugadores controlan Knack a través de una serie de niveles largos y lineales, viajando de principio a fin, mientras luchan contra enemigos, como humanos, robots y vehículos, encontrando objetos ocultos secretos que dan mejoras a Knack, escalando, destruyendo objetos, completando saltos acertijos basados en interruptores y continuando con la historia. La perspectiva en la que se juega el juego es similar a la de los juegos de God of War. Los jugadores solo controlan a Knack y no controlan la cámara. La cámara sigue a Knack en una combinación de ángulos de tercera persona y 2.5D.
Los jugadores guían a Knack a través de muchos niveles en muchos lugares diferentes. Cada ubicación es diferente y los jugadores siguen los objetivos establecidos en la historia. Los ambientes son de colores brillantes, compuestos de verdes brillantes y vibrantes, naranjas, azules y grises. Los lugares visitados en el juego incluyen minas, bosques, fábricas, mansiones, jardines, montañas, ciudades, laboratorios, castillos, formaciones rocosas y cuevas. La mecánica de juego se centra en el combate pelea y la plataforma de pelea.
Knack es esencialmente una gran reliquia que atrae a muchas pequeñas reliquias para crear un organismo vivo. Knack varía en tamaño; puede tener el tamaño de un niño cuando solo unas pocas reliquias se incorporan alrededor de la gran reliquia, el tamaño de un gorila cuando se incorpora una cantidad moderada de reliquias, o el tamaño de pequeños rascacielos cuando se usa una gran cantidad de reliquias . Knack tiene habilidades diferentes para cada uno de sus estados, aunque el jugador utiliza principalmente habilidades de puñetazos, saltos y esquivar; un pequeño Knack salta más alto, se mueve más rápido y es débil, logrando una pequeña cantidad de golpes, mientras que un Knack grande puede caminar sobre los enemigos para derrotarlos y recoger o romper objetos grandes, como vehículos y edificios. Además de las reliquias, Knack puede rodear la gran reliquia central con hielo, metal, madera y otras sustancias. Knack gana nuevas habilidades de nivel a nivel. Knack puede usar Crystal Relics para desatar fuertes ataques de tornado, levantar autos o edificios en su forma grande, y usar objetos específicos involucrados en la historia. La voz de Knack también cambia con su tamaño; La voz de Knack es inexistente cuando en su forma más pequeña, mientras que en su forma más grande, su voz es profunda, fuerte e intimidante.

## Trama
La guerra ha sido traída contra la humanidad por una especie resurgente conocida como Goblins, liderada por Gundahar. El Dr. Vargas estudió reliquias antiguas de una civilización perdida durante muchos años, y ha encontrado la forma de unirlas y darles conciencia. El resultado es Knack, una criatura con misteriosos poderes. Puede incorporar más reliquias en su cuerpo a medida que las encuentra, lo que le permite transformarse de una criatura de un metro de altura en una gigantesca máquina de demolición. El Dr. Vargas cree que Knack será un activo inestimable en la guerra contra los Goblins, hasta que quede claro que los elementos de la comunidad humana representan un peligro aún mayor.

## Desarrollo
Knack fue concebido como el equivalente de PlayStation 4 de un título de Crash Bandicoot. Knack fue el primer juego de PS4 mostrado al público. Sony Computer Entertainment decidió hacer esto porque querían probar que la línea de lanzamiento de la PS4 no consistía exclusivamente en Videojuegos de disparos en primera persona de gran presupuesto. Debido a Knack ' similitudes intencionales para el éxito de Crash Bandicoot serie, Sony Computer Entertainment consideró que sería una decisión de negocios inteligente en el mercado en gran medida Knack como un título esencial de PS4. Sin embargo, algunos críticos cuestionaron esta decisión, principalmente debido al hecho de que esta táctica de negocios ha sido empleada por Sony anteriormente.
Para promover el lanzamiento del juego, Sony Computer Entertainment y Japan Studio lanzaron un juego móvil gratuito llamado Búsqueda Knack el 6 de noviembre de 2013. El juego es un juego de rompecabezas que combina fichas para dispositivos iOS y Android . El juego permite la conectividad con las cuentas de PlayStation Network de los jugadores para desbloquear reliquias especiales dentro del juego principal.
Knack se lanzó en China como el nombre de Knack's Adventure en el lanzamiento de PlayStation 4 el 20 de marzo de 2015.

## Recepción

### Crítica
Knack ha obtenido una recepción crítica mixta, con sitios web de reseñas de puntajes GameRankings y Metacritic asignándoles un puntaje de 54/100, respectivamente.
Steve Butts de IGN le dio al juego un 5.9 alabando el concepto y el héroe, pero criticando la jugabilidad y la historia diciendo "El tamaño cambiante de Knack es una gran idea que en realidad nunca se convierte en algo sustancial". Tom McShea de GameSpot dio al juego una mala clasificación de 4.0 alabando algunos elementos del juego, pero criticando de nuevo la historia y la jugabilidad. Eurogamer dio a Knack 04.10, criticando la falta de profundidad en la jugabilidad y el equilibrio de punto de control. Por otro lado, Matt Helgeson de Game Informer le dio al juego un 8,25 / 10, afirmando que "no es el más innovador o el juego más deslumbrante visualmente. Esto no va a ser el que usted puso para mostrar su nueva consola a tu amigos. Sin embargo, cuando haya terminado con las versiones prettied-up de las grandes franquicias, usted se encontrará con ganas de volver a Knack. tiene el encanto y el corazón, y ofrece un montón de buena jugabilidad. en última instancia, eso es todavía lo que es importante - que la generación no importa que estemos en "del Financial Post Chad Sapieha dice que" incluso con no tan completamente entregado-upon promesa de su -.. [Knack] todavía puede ser vale la pena recoger "y le dio un 7,5 / 10.
Destructoid Dale Norte le dio un 10.7 y lo llama "Un jugueteo divertido, y definitivamente vale la pena jugar. Es fácil de aprender, una alegría para la vista, y algunas de las batallas contra los jefes son bastante grandes. Mi recomendación es que se toma en dosis más pequeñas, o probar el menú en / juego cooperativo de deserción, lo que sin duda le ayudará cuando las cosas se ponen difíciles. " de VentureBeat McKinley Noble también dio Knack un 70 sobre 100, que calificó de" una aventura sólida con cierto cuidado sorprendente puesto en un montón de elementos que la mayoría de los juegos dan por sentado ", pero lamentando el combate limitado del juego, la jugabilidad lineal, y tener que pulir la técnica superficial. en Japón, Famitsu anotó el juego 28/40 en su edición de PlayStation 4 lanzamiento en febrero de 2014, Knack vendió 322.083 copias en sus dos primeros días a la venta en Japón como un juego de pack-in.
Shuhei Yoshida de Sony expresó su decepción por la recepción crítica de Knack, esperando que el juego recibiera puntajes a mediados de los años 70. Sin embargo, destacó que Knack "no era el tipo de revisores juego anotaría alta para el lanzamiento de un sistema de próxima generación" y en su lugar, el juego fue un mensaje de que la PlayStation 4 no estaba "tratando de atender sólo a la de hardcore".

## Secuela
En diciembre de 2016, la empresa Sony anunció Knack II en el evento PlayStation Experience. Fue lanzado en septiembre de 2017 y recibió críticas ligeramente mejores.